# Курганський Андрій Вікторович
Андрій Вікторович Курганський (нар. 4 серпня 1961) — радянський самбіст і дзюдоїст, український тренер із дзюдо та футбольний функціонер. Виконувач обов'язків президента футбольного клубу «Металург» (Запоріжжя). Член виконкому Федерації дзюдо України. Заслужений майстер СРСР із самбо, заслужений тренер України із дзюдо.
З 2002 року був віце-президентом ФК «Металург» (Запоріжжя). У 2006 році став президентом «Металурга» (Запоріжжя), замінивши на цьому посту Віктора Межейка, який керував клубом 25 років.
Член виконкому Федерації дзюдо України. Тренує, зокрема дзюдоїстів-учасників Олімпіади-2008 Євгена Сотникова та Людмилу Лусникову.